# Xã Negaunee, Michigan
Xã Negaunee (tiếng Anh: Negaunee Township) là một xã thuộc quận Marquette, tiểu bang Michigan, Hoa Kỳ. Năm 2010, dân số của xã này là 3.088 người.